# 仙劍奇俠傳二
《仙剑奇侠传二》是仙剑奇侠传系列的第二代作品，由大宇資訊台北研發總部製作角色扮演遊戲，製作人員為前狂徒創作群剩餘組員與軒轅劍製作小組：DOMO小組聯合製作，於2003年1月推出，主题为“宽恕”。劇情年代定為《仙劍奇俠傳》初代故事8年後。

## 剧情
故事发生在一代之後的八年，由李逍遥同鄉好友的王小虎为故事主轴。本作的主题之所以为“宽恕”是因为女主角苏媚是一代中被李逍遥与林月如所杀的蛇妖和狐妖之女。
當初與李逍遙住在同一個村的鄰居——王小虎，已經是一位十八歲的成熟青年。想當年年紀雖小，卻很有孝心，不怕風浪獨自上仙靈島為父求藥的事蹟一直讓大家們津津樂道，個性堅毅剛強，做事執著且有決心，從小視逍遙為偶像，雖然逍遙後來未收小虎為徒，但小虎心中篤定要成為如李逍遙一樣的大俠；名滿江湖、除魔衛道，是永遠不變的目標。此時的神州大地，因八年前鎖妖塔崩毀，萬千妖魔盡出，天下大亂，幸有一位得道高僧——千葉禪師的出現，廣納門徒成立大慈悲明宗，四處傳道布施、救災救人，與蜀山仙劍派掌門人李逍遙同為正道的兩大領袖。另一方面，魔族掌旗使孔璘，也趁機擴展勢力，進行一項可怕的陰謀，意圖染指人間。王小虎與三位女主角便是在這樣的一個時空背景，交織出一段充滿親情、友情、愛情的傳奇故事。到底王小虎是如何踏上旅程、和幾位女主角是如何結識且發生動人情事、如何捲入一連串安排好的陰謀中而不自覺、又如何在千葉禪師的幫助下，對抗那可怕的魔頭孔璘……

## 角色
王小虎
魔刀盛尊武之傳人。
初入江湖的熱血少年，敢作敢當、負責任感、積極務實，正義感很強，相信人定勝天的道理。也由於個性使然，所以討厭所有可能危及週遭親人、好友，甚至延伸到世人的商賈惡勢力，而這種強烈的使命感，也因為漸漸成熟與經歷許多事情後，一股正氣慢慢延伸願意保護所有善良的人與正確的事上面，卻通常不考慮自己有沒有能力對付。
在武功方面，在知道無望成為李逍遙徒弟，從10歲起跟著「鐵掌飛鳳」李大娘鍛鍊掌法外功，苦學苦練，根基扎實，目標篤定邁向強者之路，遇到挫折打擊也不屈不饒、勇往直前，希望能悟出屬於自己的闖王武學之道。
苏媚
個性直接坦率、爽朗無心機，帶給人相當驕傲任性的感覺，狠辣與智慧兼備。由於從小的孤苦無依，只有互相利用才能生存的環境，在心中築起了不易信任人的防備心。其他部分則是謎團......
沈欺霜(余霞真人)
峨嵋山仙霞派掌門清柔師太座下弟子，與四位師姊妹合稱「仙霞五奇」，排行第四，使得是仙霞派的劍術絕學，近年來在江湖上四處斬妖除魔、行俠仗義而聲名大噪。
個性較為害羞內向，溫婉和順，因為從小在父親與師父嚴苛的教誨下成長，雖心中有主見與思想卻不太敢表達，很在意別人的感受，所以顯得略微拘謹與軟弱，對別人說話時很客氣、斯文。但有勇氣、韌性強、肯吃苦，其實是個外柔內剛的女生。因為從小逆來順受的環境造成了沒有什麼主要目標的生活態度，即使入了仙霞派後，習得上乘武學，也並沒有想要追求武學頂峰的感覺。後來在江湖中闖蕩，才漸漸感覺到一種想要幫助人的心，覺得應該盡自己所能，幫助一切應該幫助的事情。
《仙劍奇俠傳七》成为仙盟盟主兼仙霞派掌門。最初以仙霞派掌門身分登場，后被人界各门派推举为仙盟盟主，协助主角一众人破解神庭阵法。为重要角色。
李忆如
李逍遙與趙靈兒之女，乃神族女媧的後裔，本身有著強大的靈力潛能卻尚未開發。從小沒有母親陪伴，父親也久久才能看到一次，但是在李大娘細心的教導與仙靈島優良的環境下，養成了爽朗率直、胸襟寬大的個性，好奇心強，愛好和平，厭惡爭鬥，對人沒戒心，是個調皮可愛，無心機的可愛女孩。也由於李逍遙的關係，從小就是眾人手上的心肝寶貝，所以對長輩比較沒大沒小。
又因為自小在水月宮長大，市面見得不多，相信人性本善，常幻想外邊的世界，新鮮好玩。而不經大腦的調皮搗蛋、沒有修飾的說話方式，有時叫人非常無言......

## 开发
狂徒创作群在1996年就开始构思“仙剑2”的剧本，但小组内部一直对于是接续一代故事还是讲述全新故事存在争论，以3D形式还是2D形式呈现也存在分歧。游戏一代的制作人姚壮宪在2000年接受采访时曾表示，“仙剑2”的剧情会以全新方式表现，而非前作的延伸，同时游戏视角会随角色移动而变化。2001年3月13日，姚壮宪带领的北京软星正式启动“仙剑2”专案。但随后不久，身在台北研发三部的一代游戏策划谢崇辉也向总部提出了自己的《仙剑奇侠传二》提案，并得到了总部的开发立项许可。于是两个版本的“仙剑2”在两岸同时展开了研发工作。
2001年7月，由谢崇辉策划的一代的重制版游戏《新仙剑奇侠传》正式上市，在其结局动画最后放出了《仙剑奇侠传二》的预告片。预告片内已明示二代故事接续一代情节，并由王小虎作为游戏男主角。同年9月，软星公司将已完成剧本定稿的“仙剑续作”提交至大宇总部备案，并在提案中将游戏名称更改为《仙剑奇侠传三》。
2002年2月，谢崇辉及其他六名狂徒创作群组员集体离职大宇资讯，但此时《仙剑二》的完成度并不高，大宇内部只能临时抽调轩辕剑系列的制作小组DOMO成员救场协助完成剩余的开发工作。
本作于2018年8月16日发布支持iOS的版本。2021年4月15日，基於iOS版本逆移植的PC版登陸Steam發售。

## 外部連結
- 官方网站